# Sigvard Tomner
Jean Sigvard Agne Tomner, född 5 april 1921 i Hammarlövs församling, Malmöhus län, död 1999, var en svensk radioingenjör och ämbetsman. Han var bror till Lennart Tomner.
Tomner tog examen vid Chalmers tekniska högskola 1946 och blev teknologie licentiat 1950. Han var anställd vid Radio Corporation of America i Princeton 1950-1951,  inom L.M. Ericsson-koncernen 1951-1968, blev chef för utvecklingsenheten vid Styrelsen för teknisk utveckling STU 1969 och var STU:s generaldirektör 1975-1988. 
Tomner invaldes 1976 som ledamot av Ingenjörsvetenskapsakademien. 

## Utmärkelser
- Professors namn 1984
- Teknologie hedersdoktor vid Linköpings universitet 1987
- Medaljen För medborgerlig förtjänst, av tolfte storleken, 1988